# Fairytale (Donovan)
Fairytale è il secondo album del cantautore scozzese Donovan.

## Tracce
Brani composti da Donovan, eccetto dove indicato
Lato A
1. Colours – 2:11
2. I'll Try for the Sun – 2:44
3. Sunny Goodge Street – 3:36
4. Oh Deed I Do – 2:00 (Bert Jansch)
5. Circus of Sour – 1:50 (Paul Bernath)
6. Summer Day Reflection Song – 2:11

Durata totale: 14:32
Lato B
1. Candy Man – 3:25 (Tradizionale, arrangiamento di Donovan)
2. Jersey Thursday – 2:13
3. Belated Forgiveness Plea – 2:54
4. Ballad of a Crystal Man – 3:50
5. The Little Tin Soldier – 3:02 (Shawn Phillips)
6. Ballad of Geraldine – 4:38

Durata totale: 20:02
- Brano A2 in alcune fonti reca il titolo To Try for the Sun, sull'ellepì originale è intitolato I'll Try for the Sun.
- Brano A6 sul retrocopertina dell'LP originale reca il titolo di Summer Day Reflection Song sul vinile è The Summer Day Reflection Song.
- Brano B4 sul retrocopertina dell'LP originale reca il titolo di Ballad of a Crystal Man sul vinile è The Ballad of a Crystal Man.
- Brano B6 sul retrocopertina dell'LP originale reca il titolo di Ballad of Geraldine sul vinile è The Ballad of Geraldine.

Edizione CD del 2001, pubblicato dalla Castle Music Records (CMRCD 360)
Brani composti da Donovan, eccetto dove indicato
1. Colours
2. To Try for the Sun
3. Sunny Goodge Street
4. Oh Deed I Do (Bert Jansch)
5. Circus of Sour (Paul Bernath)
6. The Summer Day Reflection Song
7. Candy Man (Tradizionale, arr. Donovan)
8. Jersey Thursday
9. Belated Forgiveness Plea
10. The Ballad of a Crystal Man
11. Little Tin Soldier (Shawn Phillips)
12. The Ballad of Geraldine
13. Universal Soldier (Buffy Sainte-Marie) – Bonus Track
14. The Ballad of a Crystal Man – Bonus Track
15. The War Drags On (Mick Softly) – Bonus Track
16. Do You Here Me Now (Bert Jansch) – Bonus Track
17. Turquoise – Bonus Track
18. Hey Gyp (Dig the Slowness) – Bonus Track

## Musicisti
- Donovan - voce, chitarra a 6 corde, armonica
- Shawn Phillips - chitarra a 12 corde (brani: Summer Day Reflection Song e Jersey Thursday)

## Cover
- Edoardo Bennato ha realizzato una versione di Ballad of a Crystal Man con un suo testo in italiano, intitolata Falsa libertà e contenuta nel suo album Sbandato.